# Bahía de Massachusetts
La bahía de Massachusetts es una de las grandes bahías del Océano Atlántico que forman el  característico aspecto de la línea costera del estado de Massachusetts. Sus aguas se extienden a lo largo de 105 kilómetros en el Océano Atlántico. Comprende el puerto de Boston, la bahía de Dorchester, la bahía Quincy y la bahía Hingham. Es parte del golfo de Maine, que se extiende desde el cabo Cod hasta Nueva Escocia.
La bahía está circundada en el norte por el cabo Ann. Justo al sur está la bahía de Cabo Cod. La bahía de Cabo Cod se considerada a veces parte de la bahía de Massachusetts; según esta interpretación, el nombre de «bahía de Massachusetts» se referiría a toda el área rectangular de océano comprendida entre el cabo Ann y la península de Cabo Cod. El punto más occidental de la bahía se encuentra en Boston.
La bahía da su nombre a la colonia de la bahía de Massachusetts, una de las dos colonias predecesoras del actual estado de Massachusetts. Su presencia, junto con las de la bahía Quincy, la bahía Narragansett, la bahía Buzzards y la bahía de Cabo Cod, origina el apodo de «Estado [de la] Bahía» (Bay State) que se da a Massachusetts.
La bahía de Massachusetts forma parte de la ruta de navegación del Canal Intracostero del Atlántico.